# Duboisbreen
Der Duboisbreen ist ein etwa 11 km langer Gletscher im ostantarktischen Königin-Maud-Land. Im Gebirge Sør Rondane fließt er zwischen der Tanngarden und  der Vikinghøgda.
Wissenschaftler des Norwegischen Polarinstituts benannten ihn 1973. Wahrscheinlicher Namensgeber ist der französische Polarforscher Jacques Dubois, Leiter der Charcot-Station im Adélieland während des Internationalen Geophysikalischen Jahres (1957–1958).